# 공익광고
공익광고(公益廣告)는 특정 상품의 선전이나 기업의 이미지 등을 나타내는 것을 목적으로 하지 않는, 공공의 이득을 도모하는 것을 목표로 만들어지는 광고들의 총칭이다. 주로 사회의 문제에 초점을 맞추고, 휴머니즘, 범국민성, 비영리성, 비정치성을 지향하고 있어, 직간접적으로 광고주의 이익을 도모하는 '공익성 광고'와 구별된다. 상업광고와는 다르게 수신료로 운영되는 공영방송에서 편성할 수 있다.

## 각국의 공익광고

### 대한민국
대한민국의 공익광고는 1981년 1월 20일 발족된 한국방송광고진흥공사(KOBACO, 코바코) 산하 기구인 공익광고협의회에서 제작을 담당하고 있으며, 법령에 의거하여 일정 이상의 공익광고가 방송을 통해 편성되고 있다.
1년간 한국 국내에서 방송되는 공익광고의 주제 선정 및 홍보 대책 수립 및 전략의 모색 등의 자문 역할은, 방송광고진흥공사 내에 구성되는 기구인 공익광고협의회가 담당하고 있다. 이 모임은 1981년 10월 1일 구성된 '방송광고향상 자문위원회'에서 유래하며, 1983년 2월 22일 '공익광고향상 자문위원회'를 거쳐, 1988년 7월 1일 현재의 이름으로 변경되었다. 대외 광고의 명의로는 '방송광고향상협의회', '공익광고협의회' 등 사용하여 왔다. 공익광고협의회는 광고학계, 방송계, 광고계, 시민 단체 등에서 지명되는 15명 내외의 인사로 구성되는 기구이다.
2020년 현재 한국방송광고진흥공사에서 제작한 방송 공익광고는 총 400여편이며, 1981년 10월 1일 한국방송광고공사가 ‘방송광고향상자문위원회’를 구성하고 같은 해 12월 5일 한가족이 공원에서 행복하게 뛰노는 장면과 함께 '저축으로 풍요로운 내일을'이라는 내용의 광고를 낸 것이 그 시초이다.

### 일본
일본에서는 민간 기구인 AC 재팬(AC, 일본광고기구라고 부른다)이나 정부 광고, 일본 광고 심사기구(JARO), 방송윤리·프로그램향상기구(BPO) 등에서 나오는 CM 및 신문광고가 있다. 이런 광고들은 기업 광고를 내보내지 않는 NHK에서도 나오는 경우가 있다.
AC 재팬에서 캠페인 주제를 선정하는 기준은 일곱 가지이다. 첫째, 인간 존중의 정신을 제일로 생각한다. 둘째, 모든 시민에 관계된 중요한 공공적 과제여야 한다. 셋째, 실태를 파악할 수 있고 문제를 해결해야 한다. 넷째, 비영리적, 비당파적, 비종교적으로 입법에 직접 영향을 미칠 의도가 없어야 한다. 다섯째, 광고라는 수단이 목적 달성에 유효해야 한다. 여섯째, 시민의 자발적인 운동을 촉진해야 한다. 일곱째, 구체적으로 표현이 가능하고 해결의 지침을 제시해야 한다.

## 같이 보기
- PR (마케팅)
- 선전 기법